# Castillo de arena (álbum)
Castillo de arena es el noveno álbum de estudio del cantaor español Camarón de la Isla con la colaboración del guitarrista Paco de Lucía, publicado en 1977 por PolyGram.
El disco contó con Paco de Lucía y su hermano, Ramón de Algeciras como guitarristas y la producción de Antonio Sánchez. 
En el tema “Samara”, la primera canción del álbum, aparece por primera vez la firma de Camarón, que comparte autoría con Antonio Sánchez.
Este disco cerró una época de la carrera de Camarón y concluyó la etapa de colaboración de discos anteriores con Paco de Lucía que habían firmado una de las mejores uniones de la historia del flamenco. A partir de entonces rompe con Antonio Sánchez y su siguiente disco La leyenda del tiempo en 1979 supuso una ruptura con lo que había sido su carrera hasta ese momento.

## Lista de canciones
| N.º | Título                                                                  | Duración |  |
| 1.  | «Samara» (bulería)                                                      | 3:24     |  |
| 2.  | «Donde se divisa el mar» (taranto)                                      | 3:20     |  |
| 3.  | «Y mira que mira y mira» (tango)                                        | 3:17     |  |
| 4.  | «De tus ojos soy cautivo» (soleá)                                       | 3:11     |  |
| 5.  | «Dos estrellas relucientes/De la alegre primavera» (fandango de Huelva) | 2:17     |  |
| 6.  | «Como castillo de arena» (bulería)                                      | 3:54     |  |
| 7.  | «Vivo pa quererte» (tiento)                                             | 3:48     |  |
| 8.  | «De lo que yo soy pa ti/Por culpa de tu cariño» (fandango)              | 2:44     |  |
| 9.  | «Que he dejao de quererte» (granaina)                                   | 1:58     |  |
| 10. | «Por cositas malas» (seguiriya)                                         | 2:51     |  |